# Veronika Bendová
Veronika Bendová (* 1974 Praha) je česká spisovatelka.

## Život
Veronika Bendová vystudovala scenáristiku a dramaturgii na pražské FAMU. Debutovala v roce 2012, knižně jí vyšly dvě novely a sbírka povídek. Některé její povídky byly natočeny pro Český rozhlas.
Pracuje v Památníku národního písemnictví jako tajemnice soutěže Nejkrásnější české knihy roku.

## Dílo
- Nonstop Eufrat (2012, Fra) – novela o katolickém knězi Tomášovi, který se zamiluje do spolužačky a opustí kvůli tomu kněžský stav.[3] Pojmenována je po podniku v Dejvicích, který Tomáš, již pracující ve vodohospodářském ústavu, čas od času navštěvuje.
- Vytěženej kraj (2019, Fra) – novela, označovaná za variaci na severské téma, zasazená do oblasti Podkrušnohoří, kde dvojice hlavních postav hledá filmové lokace.[4] Dílo se zabývá jak mezilidskými vztahy, tak specifickým severočeským prostředím; obsahuje také detektivní zápletku.[5]
- Konec sezóny na koupališti Úštěk (2024, Host) – sbírka dvanácti povídek „o hrdinech druhého plánu“, z nichž každá se postupně odehrává v jiném měsíci roku.[6]

Nonstop Eufrat byl přeložen do španělštiny jako Non-stop Éufrates.
Vytěženej kraj byl nominován na cenu Magnesia Litera v kategorii Litera za prózu. Úryvek z novely byl také v roce 2020 vybrán do mezinárodní překladatelské soutěže o Cenu Susanny Roth, v rámci níž úryvek knihy přeložilo celkem 104 překladatelek a překladatelů z celkem 16 zemí světa.